# Dell EMC
Dell EMC (trước là Tập đoàn EMC Corporation tới hết năm 2015) là công ty đa quốc gia có trụ sở tại Hopkinton, Massachusetts, Mỹ. Đây là công ty chuyên cung cấp các dịch vụ về dữ liệu máy tính, an toàn thông tin, công nghệ ảo, phân tích, điện toán đám mây cùng nhiều sản phẩm cho các nhu cầu về kinh doanh, quản lý, an toàn và phân tích dữ liệu. Khách hàng chính của Dell EMC là các doanh nghiệp vừa và nhỏ trên toàn thế giới. Mã chứng khoán của doanh nghiệp này (EMC, theo mã cũ của tập đoàn EMC) được niêm yết tại Sở giao dịch chứng khoán New York vào ngày 6 tháng 4 năm 1986 và nằm trong danh sách S&P 500.
Dell thâu tóm EMC vào năm 2015, mà theo Forbes nhằm "tập trung phát triển và kinh doanh phần cứng và phần mềm về bộ nhớ và quản lý dữ liệu nhằm thuyết phục khách hàng mua các sản phẩm này bên cạnh các mặt hàng công nghệ khác" theo nguyên tắc "cùng phát triển". Công ty được đổi tên thành Dell EMC. Dell vẫn sử dụng tên EMC trong một số sản phẩm của công ty.